# Krąbiel
Krąbiel, dusumia (Dussumieria acuta) – gatunek ryby z rodziny śledziowatych (Clupeidae), ważny dla akwakultury i handlu.

## Występowanie
Jest to gatunek głównie przybrzeżny, miejsca występowania krąbiela to zarówno Ocean Indyjski, Zatoka Perska (być może również południowe wody Somalii), Pakistan, Indie i Malezja, jak również i Indonezja (Kalimantan) i Filipiny.

## Opis
Ubarwienie przypomina kolory tęczy – są to barwy opalizująco niebieskie z błyszczącą złotem, mosiężną linią poniżej, która szybko przygasa po śmierci ryby. Tylny margines ogona jest zasadniczo ciemny. Ryba ma miednicę w kształcie blaszki, która zwęża się równomiernie do przodu. Widoczne są także promienie płetwy odbytowej. Osiąga przeciętnie 15 cm.
Żywi się planktonem.